# Iratxe Ansa
Iratxe Ansa Santesteban (San Sebastián, Guipúzcoa, 20 de junio de 1976) es un bailarina y coreógrafa española. En 2020 ganó el Premio Nacional de Danza en la modalidad de interpretación.

## Biografía
Se graduó en el Conservatorio Superior de Música de San Sebastián. Luego se trasladó a Alemania para continuar sus estudios en la Escuela John Cranko de Stuttgart. De 1993 a 2009 trabajó con varias compañías de danza internacionales como Compañía Nacional de Danza, Lyon Opera Ballet, Basilea Ballet, Ballet Gulbelkian y Nederlands Danse Theater (NDT), posteriormente se embarcó en una carrera en solitario.
En 2019 fundó la compañía Metamorphosis Dance en colaboración del bailarín y coreógrafo italiano Igor Bacovich, y crearon la obra Al desnudo.

En 2020 fue galardonada con el Premio Nacional de Danza. Por su interpretación, el jurado declaró: 
Su dimensión como intérprete que la hace brillar más allá de su trabajo puramente físico y por la maestría con la que alimenta el cuerpo para trascender la técnica en una constante y versátil evolución.
Como coreógrafa ha creado piezas para la Lines Ballet Junior Company, Ópera de Lyon Ballet y otras piezas para galas.

## Reconocimientos
- Dos premios Benois de la Danse.
- Galardón Selección del Público, Festival de teatro Solo Tanz Internationales.
- Premio a la Mejor Bailarina, Festival de teatro Solo Tanz Internationales.
- Reconocimiento a la trayectoria artística por la Asociación de Profesionales de la Danza.[10]
- En 2022 recibió un Premio Max a Mejor coreografía junto a Igor Bacovich por la obra CreAcción.[11]